# La Folle Complainte
La Folle Complainte est une chanson de Charles Trenet de 1951. Elle se compose de huit huitains d'hexasyllabes en rimes croisées.

## Histoire
Cette chanson use souvent de métaphores et d'images fortes, ce qui a fait dire qu'elle était « surréaliste ». Charles Trenet lui-même la décrit comme hermétique : 

« C'est une chanson que j'aime bien parce qu'elle a été écrite très sincèrement, et peut-être un peu trop sincèrement, c'est peut-être pour cela qu'elle est hermétique. »

En introduction de la chanson lors de son dernier concert à Pleyel, il indique en avoir composé les premières strophes à l'âge de 7 ans, puis avoir retrouvé lesdites strophes dans un tiroir de sa grand-mère 50 ans (sic) plus tard.
La chanson est aussi particulièrement frappante par sa mélancolie. Elle se compose de souvenirs d'enfance, évoque la pluie, le malheur, la mort. L'avant-dernier couplet révèle : « Je n'ai pas aimé ma mère./Je n'ai pas aimé mon sort. » La chanson s'achève sur un rappel du « memento quia pulvis es ».
Les 78 tours de l'époque ne pouvant pas contenir plus de 3 minutes d'enregistrement, le deuxième couplet (« Je me cache sous la table […] ») a été supprimé de la version commercialisée, mais Charles Trenet n'a jamais chanté sur scène la chanson sans son deuxième couplet.[réf. nécessaire]

## Dans la culture
Sauf indication contraire, les informations mentionnées dans cette section peuvent être confirmées par le générique de fin de l'œuvre audiovisuelle présentée ici, ainsi que par la base de données cinématographiques IMDb,  présente dans la section « Liens externes ».
- 1995 : Au petit Marguery de Laurent Bénégui - chanson de générique de début et de pré-générique de fin.
- 2003 : Le titre est cité dans la chanson Mon bistrot préféré, chantée par Renaud dans son album Boucan d'enfer
- 2006 : Nouvelle Chance d'Anne Fontaine - chanson chantée par Danielle Darrieux lors de son anniversaire.
- 2022 : Le titre est repris par Renaud sur son album Métèque